# شيا لابوف
شيا سيد لابوف  تلفظ ‎[ˈʃaɪə ləˈbʌf]‏ SHY-ə lə-BUFF (بالإنجليزية: Shia Saide LaBeouf)؛ (من مواليد 11 يونيو، 1986) هو ممثل ومخرج اميركي.
بدأ لابوف حياته المهنية ككوميدي عندما كان عمره 10 أعوام، ومن ثم بدأ مشواره التمثيلى في عام 1998 في سن الـ12. وأصبح معروفا بين الجمهور الأصغر سنا لدوره في سلسلة قناة ديزنى ستيفنز المعتدل، كما ظهر في ثلاثة أفلام تليفزيون لديزني. في عام 2003، قام لابوف بفيلمه الأول في هولز، كما ظهر في الدور القيادي في معركة مرتفعات شاكر  في نفس العام.
في عام 2005، قام لابوف بالانتقال من أدوار المراهقة في أعظم مباراة لعبت على الأطلاق . في عام 2007، قام ببطولة فيلم اضطراب والمتحولون، وظهر في السنة التالية في انديانا جونز ومملكة الجماجم الكريستال في دور نجل انديانا. في عام 2009، كرر لابوف دوره سام ويتكي في تتمة المتحولون، وظهر في نيويورك، أنا أحبك. وتشمل الأفلام القادمة للابوف الأدوار القيادية في المساعد، وفي أيار / مايو 2009، عمل لابوف أخراجه لأول مرة عن طريق أخراج فيديو موسيقى لكيدج للأغنية المفردة «إني لم أعرفك قط».

## النشأة

### العائلة
ولد لابوف في لوس انجلس، كاليفورنيا، كطفل وحيد. والدته، شانيا، هي راقصة وراقصة باليه ثم تحولت إلى فنانة بصرية ومصممة ملابس / ومجوهرات؛ وقبل لقائها مع والد لابوف، كانت تدير متجرا رئيسى في بروكلين—ووفقا للابوف، كان «بوب ديلان معتادا أن يأتي ويدخن الاعشاب. جميع أثاث منزلها علق رأسا على عقب من السقف». والد لابوف جيفري كريغ لابوف، هو من قدامى المحاربين في فيتنام الذين «أنتقل» من عمل إلى آخر، عمل كممثل صامت في سيرك، وعمل أيضا بائع مخروط الثلج، وأيضا مهرج قي مسابقات رعاة البقر وملقى للنكات، وتجول مع الاخوة دوبى كفقرة أفتتاحية في عملهم. شيا لابوف المولود في نيويورك لأم بولندية-يهودية، ووالده فرنسي لويزياني -- الكيجون (وصفه لابيوف مرة بأنه «Ragin' الكيجون»). وتربى لابوف في الديانة اليهودية، وكان له متسفاه بار. واسم شيا هو اسم عبري بمعنى «هبة من الله» (שי—יה،  واللقب لابوف هو افساد ل «لو بوف»، المصطلح الفرنسي «الثور» أو «لحوم البقر». وقال لابوف انه يأتي من «خمسة أجيال من الفنانين» وكان «يمثل عندما [كان] يخرج من رحم أمه». وواحدة من جدات لابوف القدامى لعبت البيانو في كازينو عصابة لاكي لوتشيانو. وكان جد لابوف من الام، بولندي من الناجين من الهولوكوست الذي شاركه اسمه الأول،  ممثل كوميدي الذي كان يعمل في بروشت بيلت لجبال كتسكيل وعمل جانبيا كحلاق للمافيا. وكان جد لابوف من أبيه مدمنا على الكحول كان صاحب قبعة خضراء في الجيش وجدة لابوف من الأب كانت شاعرا غريبة ومثلية وارتبطت مع ألن غينسبرغ.
وصف لابوف والديه بأنهم "هيبيز"، والده بانها "قاسى مثل الأظافر وسلالة مختلفة من الرجال"، وتربي على نمط حياة مماثل "للهيبيز"، مشيرا إلى أن والديه كانوا "أناس غريبة جدا، لكنهم أحبونى وأنا أحبهم ". وكان والد لابوف يمعتاد أن يزرع القنب الهندي، وكان الأثنان يدخنون الماريجوانا معا، عندما كان لابوف سنه 10 سنوات. كما قال لابوف أيضا إن والده كان "مدمن مخدرات" خلال طفولته، وكان يدمن على الهيرويين ودخل مصحة إعادة تأهيل مدمني المخدرات لادمان الهيروين، بينما كانت والدة لابوف " تحاول باستمرار الأعتناء به". تعرض الشاب شيا لللإساءة اللفظية والنفسية من قبل والده المدمن للهيروين الذي كان يصوب المسدس على ابنه أثناء مشهد حرب فيتنام. وتطلق والديه في نهاية المطاف، وانه وصفها بأنها تمثل مرحلة "طفولة جيدة"، نشب فقيرا مع والدته (التي عملت في بيع الأقمشة والدبابيس) في ايكو بارك، لوس انجلس، كاليفورنيا. وكان عم لابوف سيتبناه في مرحلة معينة لأن والديه لا يستطيعوا تحمل مصاريفه الآن، "و كان لديهم الكثير من الفخر يمنعم من الذهاب إلى الملاجئ أو طوابع الغذاء." 
في مايو 2009 أجرت مجلة باريد مقابلة مع لابوف، الذي أفاد، "أنا فقط علمت أن المال هو الحل للجحيم الذي كان يحدث في بيتي. مع المال، سيكون لى ولعائلتي المزيد من الخيارات. فذهبت للبحث عن وظيفة بعد أن ظننت أنني قد أكثر أموال يحصل عليها صبي يبلغ من العمر 10 أعوام أو 11 عاماً. "'  كما أنه يروي كيف أصبح والده تاجر مخدرات "والدي جلب ما يسمى ب' بذور الفيل إلى 'أواهو في هاواي. وفي أواهو، أصبحت العصا 'التايلاندية. ولكن كيف تجعل الملايين على الاعشاب عندما كنت لا تملك مصنع؟ لا أحد يملك المصنع. كذلك، والدي لم يكن يفكر في التميز. كان يبيع أشياء للمافيا في هاواي، ثم يعطيها إلى سائقي سيارات الاجرة لبيعها عندما يقلوا الناس من المطارات.
وأوضح لابوف في المقابلة نفسها أن جزءا من ما يتذكر أنه في عام 1988، عندما كان في الثانية، بدأ والدهيلبسه مثل المهرج ويضعه لعمل الشلن لعربة الأسرة التجارية. «كان صخبا بالغا. ويذكر، كنا نمشى حول الحي في زي المهرج الكامل». «عامل الاحراج لدى لم يكن موجود. وكنت أستمتع، لأنني كنت أعرف أنه في منتصف الأداء كان والدي لا يستطيعون الشجار. لذلك، بالتأكيد، كل يوم، كان هناك بعض الوقت السلمي بالنسبة لنا، أو اننا لم نكن لنجعله ماليا خلال الاسبوع. ويستم قائلا» ما زلت أفعل نفس الصخب الآن،". "و التغيير الوحيد هو أنه، بدلا من والدي الذي يبيع«الهوت دوغز من العربة، ستيفن سبيلبرغ هو الذي يبيع الهوت دوغز.

### التعليم
حضرلابوف في الغالب في المدرسةاللاتينية والأفريقية الأميركية. مسرحيا، حضر لابوف street visual 32nd وفنون مدارس الأداء المغناطيسى في لوس انجليس (LAUSD)  و مدرسة الكسندر هاملتون الثانوية، على الرغم من انه تلقى معظم تعليمه من المدرسين الخصوصيين. بعد المدرسة الثانوية، تم قبول لابوف في جامعة ييل لكنه رفض، في وقت لاحق لاحظ انه«الحصول على نوع التعليم الذي لم تحصل عليه في المدرسة،»  على الرغم من انه يود الالتحاق بالكلية.

## مهنة التمثيل

### أعماله الأولى
قال لابوف انه في البداية أصبح ممثلا لان عائلته كانت مفككة، وليس لأنه أراد مزاولة هذه المهنة. "جاء حس الدعابة لدي من رؤية والداي يمارسون الجنس، ويدخنون الاعشاب، وكانت أمى تتعري - مجرد أمور هيبية غريبة، يقول مازحا". وأضاف "كنت أستيقظ هناك في لوازم اوشكوش B'Gosh ووعاء الحلاقة الخاص بى. كنت طفلا صغيرا وكنت كوميديا مثل لينى بروس. وكان هذا هو التمثيل. ولكن لا يوجد مال في الوقوف والقاء الكوميديا، لذلك ذهبت إلى العمل. وبدأ لابوف التمثيل عندما كان عمره 12 عاما. أول ظهور له كانفى كارولين في المدينة في عام 1998، في حلقة "كارولين وبار متسفاه "، وقال انهظهر كضيف شرف على شاشة التلفزيون في برامج تليفزيونية شعبية مثل الملفات الغامضة، لمس من قبل الملاك، جيسي، وفجأة سوزان، وجميعهم في عام 1999.

### 2000-2003: المهنة في ديزني
أصبح لابوف معروفا في أوساط الجماهير الشباب بعد أن لعب دور لويس ستيفنز في قناة ديزني وهو برنامج أسبوعي ستيفنز المعتدل، وهو الدور الذي وزع عليه ثلاثة أشهر بعد أن وقع من قبل وكيله. تم بث ستيفنز المعتدل من 2000 - 2003 لمدة ثلاثة مواسم وبثت 65 حلقة. انتهى ستيفنز المعتدل، مع فيلم ستيفنز المعتدل وهو فيلم تلفزيوني عرض لأول مرة على قناة ديزني في 13 يونيو 2003.
كما ظهر لابوف أيضا في قناة ديزني في فيلم تلفزيوني اعترافات ترو، حيث لعب دور طفل معاق عقليا مع أخت أعدت فيلما وثائقيا عن عجزه. في هذا الوقت كان والده للتو قد خرج من إعادة التأهيل.
في عام 2002، ظهر لابوف كشخصية داعمة في قناة ديزني في الفيلم تلفزيوني المطارد، في دور روني فان دوسيل، المنافس للشخصيات الرئيسية.
في عام 2003، تم منح لابوف جائزة إيميالنهارية عن دور لويس ، وقال انه «نشأ على هذا العرض» وأن طفولته كانت «نوع من الخسارة،» على الرغم من توزيعه في العرض كان «أفضل شيء» حدث له.
خلال هذه الفترة الزمنية، بدا يظهر لابوف أيضا في عرض أسكتشى على عرض الليلة مع جاي لينو.
في عام 2003، ظهر في إنتاج آخر ل ديزني، هولز، في دور ستانلي «رجل الكهف» Yelnats الرابع، أمام سيغورني ويفر، جون فويت، وتيم بليك نيلسون. وبينما كان يصور فيلم هولز، أعطى فويت لابوف كتابا عن التمثيل، وهذا جعل لابوف يدرك أن التمثيل يمكن أن يكون أكثر من مجرد وظيفة. وحقق الفيلم نجاح معتدل في شباك التذاكر. وكان ستيفن سبيلبرغ هو أيضا من المعجبين لبلابوف في هولز، قائلا انه يذكره الشاب ب توم هانكس عندما كان شابا. حقق فيلم هولز أكثر من 67 مليون دولار أمريكي في جميع أنحاء العالم، وكان استقباله جيدا من قبل النقاد، حيث حصل الفيلم على 77 ٪ تصنيف معتمد من الطماطم الفاسدة.
تلك السنة نفسها، قال انه كان ظهر بشدة في اتش بي او العرض الوثائقي مشروع الضوء الأخضر، الذي أرخ صنع الفيلم المستقل معركة مرتفعات شاكر، أول نظام جمعية الفيلم الأمريكي لتقييم الأفلامفيلم له. والذي لعب فيه لابوف الدور الرئيسى للمراهق المضطرب كيلي ايرنسويلر، وتقابله في البطولة آمي سمارت. أصدر معركة مرتفعات شاكر  مسرحيا في 22 أغسطس، 2003 كأصدار محدود. وافتتح الفيلم في # 54 في شباك التذاكر مع 50,000 دولار وصنع أكثر من 280,000 دولار في مدة العرض المحدودة ب 28 يوما.
و لعب لابوف أيضا دور صغير في شخصية ماكس بتروني، وهو يتيم التي أنتهت الملائكة من حمايته،

### 2004-2006: النجاح الوظيفي
شارك لابوف في كتابة وإخراج فيلم قصير دعونا نحب الكراهية مع ادواردو لورنزو. وفاز الفيلم القصير بالمركز الثاني في جائزة لجنة تحكيم الطفل لعام (2004) وفاز بجائزة جمهور الطفل لعام 2005.
في عام 2004، لعب لابوف دور فاربر، وهو دورا ثانويا في أنا.
في عام 2005، ظهر لابوف بعد ذلك في فيلم الرعب والحركة قسطنطين وشاركه في النجومية والبطولة كيانو ريفز وراشيل وايز غى دور شاس كرامر، كشخصية داعمة. كما لعب أيضا الدور الرئيسي في فيلم ديزني أعظم لعبة لعبت على الأطلاق، الذي لعب فيه شخصية فرانسيس أويمت، وهو لاعب غولف حقيقى من عائلة فقيرة والذي فاز عام 1913 ببطولة الولايات المتحدة المفتوحة، ، وقام بالأداء الصوتى لشخصية آسبل في النسخة الإنجليزية المدبلجة من فيلم ناوسيكا أميرة وادي الرياح في عام 1984، وهو فيلم رسوم متحركة ياباني.

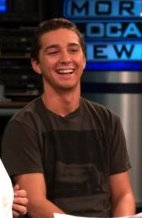
لابوف أثناء الترويج لفيلم بوبي.

ظهر لابوف في عام 2006 في فيلم الدراما بوبي في شخصية كوبر، وهو متطوع في حملة روبرت كينيدي. وكجزء من طاقم عمل بوبي والذي تضمن أيضا أشتون كوتشر وديمي مور، وليندسي لوهان، وحصل لابوف على جائزة فيلم هوليوود «فرقة السنة»، وكان مرشحا لجائزة نقابة ممثلي الشاشة «للأداء المتميز من قبل الطاقم قي الفيلم».
أيضا في عام 2006، لعب لابوف النسخة الأصغر من ديتو مونتيل في دليل لإدراك قديسينك، حيث لعب الدور في الإصدار القديم روبرت داوني جونيور في سيرة شبه ذاتية لتنشئة مونتيل في عام 1980 في أستوريا، كوينز. وقام لابوف بدور البطولة أمام النجمةتشانينج تاتوم.

### 2007-2008: التطور الهام
في عام 2007، تألق لابوف في اضطراب، وهو فيلم صدر يوم 13 أبريل. ولعب فيه دور مراهق تحت الاقامة المنزلية الجبرية والذي يشتبه في أن جاره، الذي يجسد دوره ديفيد مورس، هو قاتل محترف. حقق الفيلم نجاحا كبيرا وتلقى لابوف استعراضات ايجابية للدور، مع بافالو نيوز التي أفادت بأن لابوف «تطور ليصبح جذابا، وهو الممثل الشاب المشرق القادر على تحقيق غضب، ندم وذكاء الشخصية»،  وكتب كورت لودر من أم تى في أن لابوف «يحصل على تذكرة نجوميته بضربات قاضية»، ، وأشارت وسان فرانسيسكو كرونيكل إلى أن لابوف هو «أصبح بسرعة أفضل ممثل شاب في هوليوود». في مقارنة مع فيلم النافذة الخلفية، وصفت صحيفة نيويورك ديلي نيوز اغراء لابوف بأنه «أقرب إلى جون كوساك عن جيمس ستيوارت». فاز لابوف عن دوره في اضطراب، بثلاث من أختيار المراهقين لأفلام الرعب والإثارة، الهروب الرجولى (أيضا لعمل لابوف على دليل لإدراكك القديسين، والمتحولون)، ممثل: فيلم الرعب والإثارة. تم ترشيح لابوف ومساعدة النجمة سارة رومر لجائزة فيلم أم.تى.قي «لأفضل قبلة».
أيضا في عام 2007، قام لابوف بصوت كودي مافريك في فيلم للرسوم المتحركة موكومنتري سيرفس أب، إلى جانب بطولة ذوي ديشانيل وجيف بريدجز. وكان من المفترض أن يؤدى صوت كودي جوزيف جوردون ليفيت.[بحاجة لمصدر]
في تلك السنة نفسها، لعبت لابوف دور المراهق سام Witwicky، الذي يتورط في حرب المتحولون الخداعية على الأرض، ومتحولون مايكل باي، الذي صدر في 3 يوليو. اسند المنتج التنفيذي ستيفن سبيلبرغ الدور إلى لابوف بعد أن أعجب بأدائه في هولز. أعتبر مايكل باي في البداية أن لابوف كبير جدا بالنسبة لدور سام Witwicky ، ولم يكن رأى الا أدائه في قسنطينة فقط، ولكنه «اندهش» من قبل أكثر من حماسه لابوف. ووقع لابوف على جزءين آخرين من المتحولون. ويؤدى لابوف الحركات البهلوانية الخطيرة بنفسه، بما في ذلك المشهد الذي يتشبث فيه سام بتمثال عند أقتراب ميجاترون، مع حزام أمان فقط لحماية لابوف. وقال مازحا «لا يوجد نجوم آخرين بمثل هذا الغباء». عمل لابوف خمسة أيام في الأسبوع من أجل التحضير للدور لمدة ثلاثة أشهر، واكتسب 25 رطل من العضلات للدور، ولكنه أدرك خلال التصوير أن دوره يتطلب خفة الحركة أكثر من القوة. تلقى لابوف اشادة من النقاد لدوره، مع إمبراطورية ايان ناثان التي مدحت لابوف ووصفته بأنه «ممثل الكوميدي ذكى وطبيعي، [الذي] يسوى فظاظة قصة اللعبة هذه بطريقة تهكمية». رشح لابوف لدوره في المتحولون، لجائزة الإمبراطورية لأفضل ناجح جديد، جائزة فيلم ام.تى.في لأفضل أداء للممثلين الرجال، وأربعة اختيارات لجوائز المراهقين—وفاز بواحدة منهم—وجائزة الفيلم الوطني لأفضل أداء من قبل الذكور. تم أختيار لابوف للقب «نجم الغد» لعام 2007 من قبل اتفاقية شويست من الرابطة الوطنية لمالكي المسرح. وأخذ لابوف مبلغ 500,000 دولار من أجل دوره الرئيسى في الفيلم. في شباط / فبراير 2008 تم منح لابوف في جائزة BAFTA أورانج للنجم الصاعد، الذي رشح لها من قبل الجمهور العام البريطاني.
في نيسان / أبريل 2007، تم التأكيد على أن لابوف كان من طاقم فيلم انديانا جونز ومملكة الجمجمة الكريستال. وكان لابوف الخيار الأول ل ستيفن سبيلبرغ للدور، الذي كان قد أعجب بأدائه في هولز. وقال لابوف انه وقع على الفيلم دون قراءة السيناريو وانه لا يعرف ما الشخصية التي كان سيلعبها. بدأ تصوير لفيلم يوم 18 يونيو 2007  في دمينغ. نيو مكسيكو. وانتهى في صباح يوم تشرين الأول / 12 أكتوبر، 2007. لعب لابوف دور المغفل وليامز، وهو الشحام الذي يذهب إلى انديانا جونز ليقول له ان له زميل قديم هارولد أوكسلي اختطف بعد اكتشافه " جمجمة كريستال في بيرو". وقال لابوف انه من اجل التحضير لدوره في الفيلم الذي كان يعمل به سبعة أيام في الأسبوع لمدة ثلاث ساعات يوميا، ووصف النظام الغذائي باعتباره "البروتين كثير، وكربوهيدرات كثيرة"، قائلا "سوف أجرى لساعة واحدة ثم سأفعل ساعتين من الأوزان ". واكتسب لابوف المكتسبة أكثر من 15 باوند من العضلات. وقال لابوف عن التجربة "أنا بالتأكيدلم أتدرب هكذا على أي شيء مثل هذا في حياتي. أنا أتجهز كما لو كنت ذاهب إلى معركة. شاهد لابوف غابة بلاكبورد ، والثورة بدون سبب والهمجى للوصول إلى الحالة العقلية لشخصيته، وقال أيضا  أنه نسخ السلوكيات والكلمات من الشخصيات في تلك الأفلام، مثل استخدام المطواة كسلاح.
أثناء التصوير سحب لابوف his rotator cuff عند تصوير مشهد معركة مع سبيلكو، وكانت هذه الإصابة الأولى في مسيرته. وازدادت الإصابة سوءا خلال التصوير وقال انه كان يجر فخذه. تم عرض انديانا جونز ومملكة الجمجمة الكريستال أول مرة عام 2008 في مهرجان كان السينمائي، وعرض الخميس 22 مايو في أمريكا الشمالية وحقق 25 مليون دولار في يوم الافتتاح. رشح لابوف عن دوره لجائزة ساترن لأفضل ممثل مساعد، وترشيح لجائزة المراهقين لممثل: مغامرات الأكشن، وجائزة الجمهور لأفضل متابعة على على الشاشة.
فيلم لابوف التالى والنهائي لعام 2008 كان فيلم عين الصقر، وهو فيلم من إخراج دي جي كاروسو (الذي أخرج أيضا للابوف في اضطراب) وتم عرضه في 26 سبتمبر، 2008. وكان هذا هو الفيلم الثالث للابوف مع المنتج ستيفن سبيلبرغ (الذي أنتج أيضا المتحولون وأخرج انديانا جونز ومملكة الجمجمة الكريستال). بدأ التصوير يوم 6 نوفمبر 2007  وانتهى في شباط / فبراير 2008. لعب لابوف دور البطولة إلى جانب ميشيل موناغان وبيلي بوب ثورنتون. وركز عين النسر حول اثنين من الغرباء، جيري شو (لابوف) وراشيل هولمان (موناغان) الذين كانوا ارهابيين من قبل مكتب التحقيقات الفدرالي. نفذ لابوف وموناغان حوالي 80 ٪ من الحركات الخطيرة بنفسهم. قال لابوف إن "كان هناك وكيل وكالة المخابرات المركزية الذي كان يعمل على الفيلم معنا، و[الوكيل] قال لي... [إن] واحدة من أصل خمس مكالمات هاتفية تكون مسجلة. [ثم] باشر في أن يسمعنى مكالمة هاتفية كنت قد قدمت بها قبل سنتين من التوقيع على الفيلم. هذا شيء مرعب. افتتح عين النسر في # 1 في افتتاح عطلة نهاية الاسبوع، وحقق أكثر من 29 مليون دولار، وأكثر من 177 مليون دولار في جميع أنحاء العالم. ورشح لابوف عن دوره لجائزة فيلم ام.تى.في لأفضل أداء للممثلين الذكور.
في ديسمبر 2008، أعتذر لابوف عن الفيلم الحقول المظلمة بسبب اصابة في اليد والتي اضطر إلى الخضوع لعملية جراحية، والتي لن تكون قد شفيت تماما مع الوقت الذي سيبدأ فيه الإنتاج.

### 2009 - الحالية: الأفلام القادمة
في أيار / مايو، 2008 بدأ لابوف تصوير الجزء الجديد من فيلم المتحولون، [147] ، وانتهى من تصوير الفيلم في 2 نوفمبر، 2008. كرر لابوف دور سام ويتكي ونظرا لأصابة لابوف عن تعرضه لحادث سيارة، فان المخرج مايكل باي وكاتب التليفزيون روبيرتو أورسي أضطروا لاعادة كتابة السيناريو لحماية يد لابوف في خلال التصوير. وقال لابوف ان الإنتاج لم يتأخر سوى لمدة يومين بعد تعرضه للحادث لأن مايكل باي عوضها من خلال تصوير مشاهد الوحدة الثانية، وتماثل للشفاء بأسابيع قليلة قبل ما كان متوقعا، مما سمح له بالعودة إلى المجموعة. قرب انتهاء تصوير الفيلم، جرح لابوف عينه عندما اصطدم بعمود؛ وتطلبت الإصابة سبع غرز. استأنف لابوف التصوير بعدها بساعتين. [160] وتم عرض الفيلم لأول مرة يوم 8 يونيو، 2009 في طوكيو، اليابان. بعد صدوره في بريطانيا في 19 يونيو 2009، تم عرض الفيلم في دور العرض العادية ومسارح الآيماكس في الولايات المتحدة يوم 24 يونيو. وورد أن لابوف تلقى من أجل دوره الرئيسى في الفيلم نحو 5 ملايين دولار.
في آذار / مارس 2008، بدأ لابوف تصوير الفيلم الكوميدي الرومانسي نيويورك، أنا أحبك، وانتهى من تصويره في نيسان / أبريل 2008. لعب لابوف دور جاكوب، وهو دورا ثانويا في الفيلم، وهو عبارة عن مجموعة من القصص القصيرة عن العثور على الحب في الأقسام الخمسة لمدينة نيويورك، والجزء الثاني باريس، أنا أحبك. شارك لابوف البطولة مع النجوم ناتالي بورتمان، وبليك ليفلي، وأورلاندو بلوم. عرض الفيلم لأول مرة عام في مهرجان تورونتو السينمائي الدولي لعلم 2008 في أيلول / سبتمبر 2008 وتم عرضه للجمهور في أكتوبر 2009.
و قال نيل غيمان في مقابلة مع إم تي في انه يخطط لتهيئ فيلم من سلسلة الكتاب فكاهي، وهذا الفيلم عنوانه مؤقتا الموت وأنا. هذا المشروع قي قيد التطوير لسنوات عدة، وتم تجديد العمل عليه في عام 2007، ولكن سرعان ما خرج عن مساره مرة أخرى نتيجة WGA strikes واعيد طرح إنتاج الفيلم في أواخر عام 2007. وقال غيمان أن لابوف له وجود ومشاركة في الفيلم وأن «شيا حقا يريد الدور»، و«وانها ليست انه كبير جدا بعد المتحولون، أو ما إذا كان يمكن أن أحصل عليه من جديد بعد انديانا جونز، لكنه ينمو بسرعة. هل كان يمكن أن يتم قبوله بعمر 17 لوقتا أطول ؟ التي قد تكون كل ما في الأمر بعد المتحولون. فقد أصبح راشدا، ولكنه واحد من أكبر مؤيدى فيلم الموت، ولذا فإنني لن أندهش لو شارك فيه».
في أوائل كانون الأول 2008، وقع لابوف على دور البطولة كايل ماكافوي في الفيلم المنقول عن الرواية المعاون التي كتبها جون غريشام. الفيلم حاليا في مرحلة ما قبل الإنتاج. وقد أفيد أن غريشام كان له يد في اختيار لابوف للدور، قائلا "اعتقد انه سوف يكون رائع"، واضاف "انه ممثل موهوب جدا، وهو مثير. وأنه أكثر ممثلي عمر (22 عاماً) إثارة في الولايات المتحدة، واعتقد أنه سوف يقوم بعمل رائع.
في أيار / مايو 2009، أفادت فارايتي انه دارت المفاوضات لانضمام لابوف إلى طاقم. في 2 حزيران 2009، جرى التأكيد على أن لابوف وقع على بطولة لدور رئيسى في وول ستريت 2، وهو الجزء الثاني للفيلم الحائز على جائزة الأوسكار وول ستريت. سوف يلعب شيا في الفيلم دور تاجر وول ستريت «الطموح، والشباب المرتبط بجيكو أبنة مايكل دوغلاس». من المقرر أن يبدأ الفيلمالتصوير الرئيسي في 10 أغسطس 2009، والفيلم مقرر عرضه مبدئيا في شباط / فبراير 2010.

## أعمال أخرى

### كوميديان
كان لابوف «يخترع اشياء، مواضيع قصص، وحكايات وهمية» خلال طفولته، ومارس القاء الكوميديا في محيط جيرانه «كهروب» من البئة المعادية التي كان يعيش فيها. بدأ القاء و«الحديث القذر» في الكوميديا في نادي الكوميديا (بما في ذلك آيس هاوس في باسادينا) في سن العاشرة (واصفا قبوله بأنه «ميتذل بطريقة مميزة»، و«لسان شخص عمره 50 عام على طفل عمره 10 سنوات»). ووجد لابوف لاحقا وكيل أعمال قي خلال الصفحات الصفراء، والتي يجري اتخاذها بعد قيامه بالقاء الكوميديا بالنسبة لها والتظاهر ليكون مدير أعماله الخاص، سامحا لنفسه في شخص ثالث.

### مخرج
في فبراير 2009 تعاونلا لابوف مع مغني الراب كريس "كيج" بالكوقي أخراج فيديو موسيقى لأغنية "لاني لم اعرفك قط"، أول أغنية مصورة من ثالث ألبوم لكيدج، اذهبوا عني. تم تصوير الفيديو الموسيقى في شوارع مدينة لوس أنجيليس في 21 فبراير و22 وتميز بظهور فنانين jux مميزين آخرين في أدوار صغيرة مثل EI-p وأيسوب روك وشانسى وأف سين مارتين وياك بالز وأليكس باردى.  ووفقا أل أيه الأسبوعي، فان هذا الفيديو يصادف الأول في سلسلة من التعاون بين لابوف وكيج وسيؤدي في نهاية المطاف إلى فيلم عن حياة مغني الراب من بطولة لابوف. عندما سئل عما كان عليه أخراج فيديو"اني لم اعرفك قط"، قال لابوف "أنا عمري 22 وأخرج فيديو موسيقى لمغني الراب المفضل لدي. هذا القرف هو أفضل من ركوب وحيدات القرن. وبدأ عرض الفيديو لأول مرة يوم 18 مايو على قناتي أم.تى.قي يو وأم.تى.قي 2.

### مقدم
14 نيسان / أبريل 2007، استضاف لابوف ليلة السبت على الهواء مع ضيف موسيقي آفريل لافين للترويج لفيلمه القادم اضطراب. وقي خلال العرض أدى كلا من لابوف ولافين ملاحظات ساخرة. وقال لابوف عن تجربة استضافة عرض ليلة السبت على الهواء للمرة الأولى ان "هذا يورث الأكبر، والشيء الأكثر إثارة أننى لم اشارك فيه طوال حياتي. ولا يسعني إلا أن أقارنه ببار ميتزفه. في 10 مايو، 2008، استضاف لابوف عرض ليلة السبت على الهواء للمرة الثانية مع الضيف الموسيقي ماى مورنينج جاكيت للترويج لفيلمه القادم انديانا جونز ومملكة الجمجمة الكريستال، وأدى ملاحظات هزلية خلال فترة العرض.

## حياته الشخصية

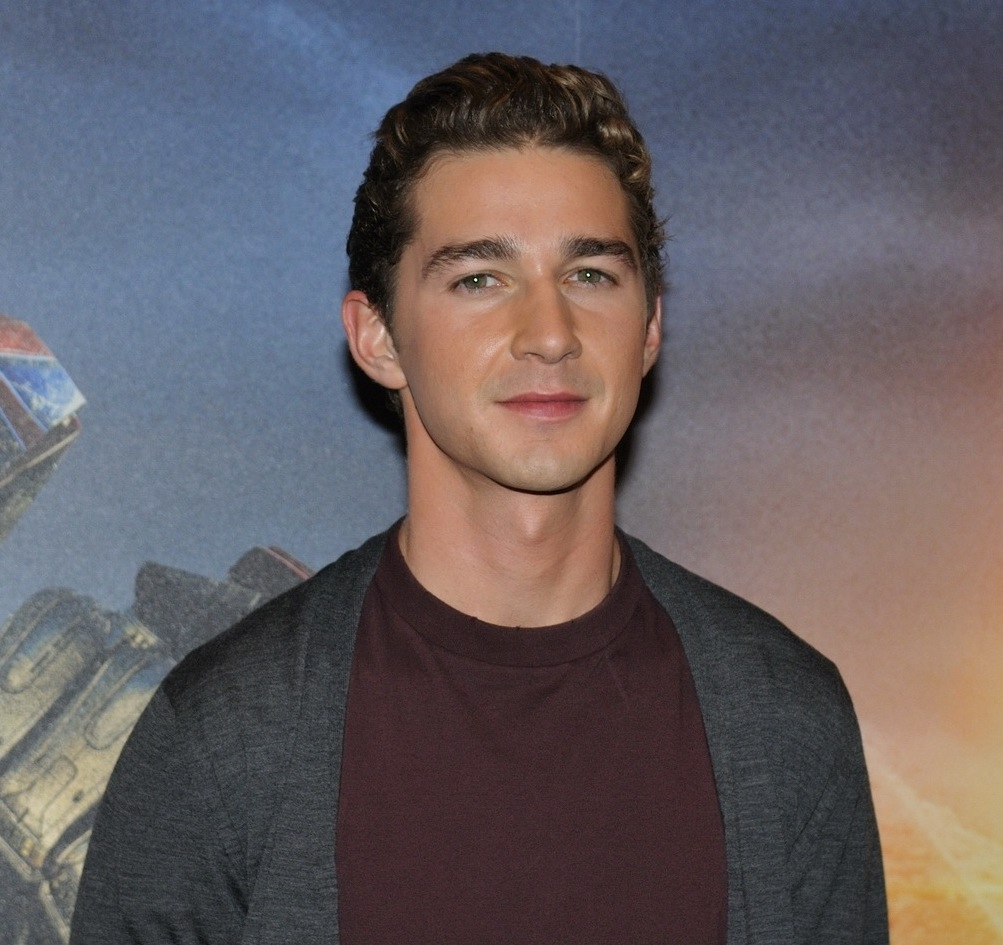
الممثل شيا لابوف في باريس، للترويج لفيلم Transformers 2: la revanche

اشترى لابوف بيته الخاص المؤلف من غرفتين نوم في سن الـ18،  وعاش في بوربانك بولاية كاليفورنيا ، وظل قريبا من كل من والديه ؛  والدته الآن تعيش في منزل مجاور في توجنجا، لوس انجلس، كاليفورنيا ووالده في مونتانا. لابوف مدخن سجائر،  لكنه قد ذكر مؤخرا انه أقلع عن التدخين. يقود لابوف سيارة نيسان ماكسيما،  ويملك اثنين من كلاب البولدغ اسمهم براندو وركس. صداقة لابوف جيدة مع النجوم الذين شاركوه في فيلم دليل لإدراكك القديسين تشانينج تاتوم وآدم سكاريمبولو  وشريكه النجم المتحول ميغان فوكس. يرتدى لابوف عدسات لاصقة. وقال لابوف «ان الرياضة كبيرة جدا في حياتي» ، وأنه «مدمن أفلام». وهو يستمتع بموسيقى الشين، CKY، والهيب هوب المسمى Defenitive Jux. وقال لابوف انه من المعجبين بالمسلسل التليفزيونى المتحولون لعام 1986،  وتشمل الأفلام المفضلة لدى لابوف الجمال الأمريكي، غباء قي غباء وإنقاذ سيلفرمان. وقال لابوف أنه يعتبر فيلم أعظم مباراة لعبت على الأطلاق هو فيلمه الأنتقالى من الممثل الطفل إلى الممثل الراشد.
و قال لابوف انه "جدى جدا" حول مسيرته الفنية، وأنه فعل "جهد محسوب للبقاء بعيدا عن مشهد الحفلة"، معتبرا أنه "إذاأتخذتك الصناعة بأستخفاف لأنك دائم الحفلات، فسيأخذون عملك بأستخفاف كذلك. المضيف جيمي بورتمان قي فانكوفر صن وصف لابوف على أنه يبدو أن لديه"علاقة حب - كراهية مع الثقافة في سن المراهقة وهى التي أنتجته". وقال لابوف أنه على الرغم من انه لا يمارس الطقوس اليهودية، فان لديه "علاقة شخصية مع الله وهو يعمل ضمن حدود اليهودية".
و قال لابوف انه ليس "نموذج دور ديزنى الأمريكي الصرف الذي يحتذى به"  واختار أن يظهر في بعض أدواره من أجل "أن يلعن بقدر الإمكان"  و"يجعل [نفسه] يبدو كبيرا عموما " بعد أدوار ديزني، موضحا أن ديزني هو "عظيم وكل شيء  و"مكان للتنشئة"  ولكن "غير جيد للممثل"، بأن يكون "على وتيرة واحدة". ويقول أيضا أنه أستمتع بكونه طفل ممثل وكره المدرسة. وقال لابوف أيضا أن فيلم اضطراب كان أهم فيلم للابوف من بين أفلامه الثلاثة المنتجة في عام 2007، لأنها كان دور ذات طابع "محفز". أحتل لابوف المرتبة رقم 7 على قائمة ياهو! بأسماء النجوم الـ10 الأكثر شعبية لعام 2007 من أفلام ياهو!، والمرتبة # 4 في مجلات المقابلات من أكثر وجوه هوليوود المشاهدة "نجوم الغد"، والمرتبة # 24 في مجلة انترتينمنت ويكلي في قائمة 30 ممثل تحت سن 30، وكان في المرتبة رقم 6 على'Moviefone لأكثر 25 ممثل مثير تحت سن 25 سنة في عام 2008.
يمتلك لابوف ثلاث أوشام معروفة في أيار / مايو 2009، والتي هي : 1986 - 2004 على رسغه اليمين من الداخل، ووشم مخلب كلب على ذراعه اليسرى العليا، ويد مصفدة على الجانب اليسر من الجذع العلوي. وقال لابوف عن سبب حصوله على الوشم على معصمه «لقد تم القيام بهذا لمدة 10 سنوات، والكثير من الناس يقولون : أوه، لقد نسيت طفولتي أو أفتقد طفولتي». وواصل قائلا «حتى انه مجرد أجراء وقائي». كما وصف لابوف الوشم على جذعه العلوي الجانبى بقوله «انه مثل فنان يرسم سجنه الخاص»، واكمل قوله «مجرد الحياة. وهذا حيث ما أنا فيه».
و ذكر لابوف الممثلين غاري أولدمان،  داستن هوفمان،  جودي فوستر، جون فويت، وجون تورتورو بالملهمين له،  وكما ذكر المخرج/ المنتج فرانسيس لورنس كمصدر إلهام أيضا، وهم الذين عملوا مع لابوف عام 2005 في فيلم قسطنطين. وقال لابوف أيضا أنه يعتبر جون فويت بمثابة الأب الثاني ومعلمه. كلا من فويت وتورتورو شاركوا لابوف النجومية في فيلم المتحولون.
و أكد لابوف إلى الناس هو أنه في الفترة من 2004 - 2007 رافق الموديل الصينية بريزنر، الذي التقاها مع مجموعة أكبر مباراة لعبت على الأطلاق. وقال عن سبب الأنفصال ان «تركيزي أصبح نحو العمل بشكل كبير حيث لم أستطع أن أكرس أي وقت من الأوقات إلى علاقة»، ولكن «نحن لم نفترق، فقد كانت أفضل صديقة لي وكانت حبي»، وقال لابوف عن الأنفصال انه «مثل عمليات إعادة البناء بعد الاعصار». قال لابوف انه يحاول تجنب العلاقات مع النجوم المشاركين قائلا «انه حقا من السهل أن تقع قي غرام شخص من مجموعة العمل، ولكن في النهاية كنت تعرف، انها حالة تمثيلية وانها ليست حقا هم».

### الاعتقالات
يوم 4 نوفمبر 2007، اعتقل لابوف في الصباح الباكر لجنحة التعدي الجنائي في شيكاغو والجرينز بعد أن رفض المغادرة عندما طلبها منه أحد حراس الأمن. وأسقطت التهم الجنائية في 12 ديسمبر، 2007.
في آذار / مارس 2008، أمر اعتقال صدر إلى لابوف بعد أن فشل في التواجد من أجل المثول أمام المحكمة. وكانت جلسة الاستماع في ما يتعلق بتذكرة حصل عليها للتدخين الغير قانوني في بوربانك (كاليفورنيا) في شباط / فبراير 2008. وعندما لم يظهر لابوف ولا المحامى في المحكمة في الساعة 8 : 30 صباحا، تم أصدار غرامة مالية بقيمة 1000 دولار ومذكرة لتوقيفه،  ولكن مفوض المحكمة في ولاية كاليفورنيا أعاد أستدعاء هذه المذكرة في 19 مارس، 2008 بعد أن وصل محامي الممثل اليوم التالى للدفاع بالنيابة عن لابوف بأنه غير مذنب، وتم تقرير جلسة الاستماع قبل المحاكمة في نيسان / أبريل 24، 2008. وتم أسقاط التهمة بعدما دفع الممثل غرامة قدرها 500 دولار.
في الساعات الأولى من صباح 27 تموز / يوليه 2008، ألقت السلطات القبض على لابوف في جنحة بتهمة القيادة تحت تأثير الخمر في لوس انجليس، بعد أن أشترك الممثل في حادث تصادم بالسيارة والذي أصاب فيه يده. وعانى الراكب معه (ايزابيل لوكاس) والسائق الآخر أيضاً من جروح طفيفة. بعد ذلك بيومين، أعلن المتحدث عن دائرة شريف مقاطعة لوس انجليس ان لابوف لم يكن مخطئا في وقوع الحادث، قائلا أن السائق الآخر قد شغل الإشارة الضوئية الحمراء. كشف روبيرتو أورسي ان إصابة لابوف كانت قد كتبت في مؤامرة، والذي كان يصوره في ذلك الوقت، وأنهم كانو يريدون التأكد من أن يده كانت محمية للفترة المتبقية من تبادل لإطلاق النار. على الرغم من حقيقة ان لابوف لم تكن متهم جنائيا في الحادث، إلا أن رخصة قيادته علقت لمدة سنة واحدة من قبل وزارة كاليفورنيا للسيارات لرفضه إجراء تجربة تحليل التنفس.

## قائمة أفلامه
| سنة  | عنوان                                   | دور                            | ملاحظات                   |
| ---- | --------------------------------------- | ------------------------------ | ------------------------- |
| 1998 | The Christmas Path                      | كال                            |                           |
| 1998 | Monkey Business                         | وايت                           |                           |
| 1998 | Breakfast with Einstein                 | جوي                            | فيلم تلفزيوني             |
| 2001 | Hounded                                 | روني فان دوسيل                 | فيلم تلفزيوني             |
| 2002 | Tru Confessions                         | إدي وكر                        | فيلم تلفزيوني             |
| 2003 | The Even Stevens Movie                  | لويس ستيفنز                    | فيلم تلفزيوني             |
| 2003 | معركه مرتفعات شاكر                      | كيلي إرنسوايلر                 |                           |
| 2003 | ملائكة تشارلي: خنق كامل                 | ماكس بتروني                    |                           |
| 2003 | الغبي والأغبى: عندما التقى هاري بلويد   | لويس                           |                           |
| 2003 | حفر                                     | كيف مان                        |                           |
| 2004 | أنا، روبوت                              | Farber                         |                           |
| 2005 | أفضل لعبة لعبت على الإطلاق              | فرانسيس أوميت                  |                           |
| 2005 | ناوسيكا أميرة وادي الرياح               | أسبيل (صوت)                    | دبلجة إنكليزية            |
| 2005 | قسطنطين                                 | شاس كرامر                      |                           |
| 2006 | Bobby                                   | كوبر                           |                           |
| 2006 | دليل لإدراك قديسيك                      | دايتو الشاب                    |                           |
| 2007 | اضطراب                                  | كيل براكت                      |                           |
| 2007 | ركوب الأمواج                            | كودي مافريك (صوت)              |                           |
| 2007 | المتحولون                               | سام وتوكي                      |                           |
| 2008 | إنديانا جونز ومملكة الجمجمة الكريستالية | هنري جونز الثالث "ميوت وليامز" |                           |
| 2008 | عين النسر                               | جيري شو / ايثان شو             |                           |
| 2009 | المتحولون: ثأر الهاوي                   | سام وتوكي                      |                           |
| 2009 | نيويورك، أنا أحبك                       | جيكوب                          |                           |
| 2010 | وول ستريت: المال لا ينام أبداً           | جيك مور "جيكوب"                |                           |
| 2011 | المتحولون: الجانب المظلم للقمر          | سام وتوكي                      |                           |
| 2011 | Maniac                                  | رجل الكاميرا                   | مخرج فيلم قصير            |
| 2011 | Born Villain                            |                                | مخرج كاتب مشارك فيلم قصير |
| 2012 | Howard Cantour.com                      |                                | مخرج فيلم قصير            |
| 2012 | خارجون عن القانون                       | جاك بوندرنت                    |                           |
| 2012 | الرفقة الدائمة                          | بن شيبرد                       |                           |
| 2013 | تشارلي كاونتريمان                       | تشارلي كاونتريمان              |                           |
| 2013 | شبق                                     | جيروم                          |                           |
| 2014 | غضب                                     | بويد سوان                      |                           |

## وصلات خارجية
- شيا لابوف على موقع IMDb (الإنجليزية)
- شيا لابوف على موقع ميتاكريتيك (الإنجليزية)
- شيا لابوف على موقع روتن توميتوز (الإنجليزية)
- شيا لابوف على موقع مونزينجر (الألمانية)
- شيا لابوف على موقع قاعدة بيانات الأفلام العربية
- شيا لابوف على موقع ألو سيني (الفرنسية)
- شيا لابوف على موقع ميوزك برينز (الإنجليزية)
- شيا لابوف على موقع تيرنر كلاسيك موفيز (الإنجليزية)
- شيا لابوف على موقع أول موفي (الإنجليزية)
- شيا لابوف على موقع بوكس أوفيس موجو (الإنجليزية)
- شيا لابوف على تي في.كوم